# Fischstraße 7–9

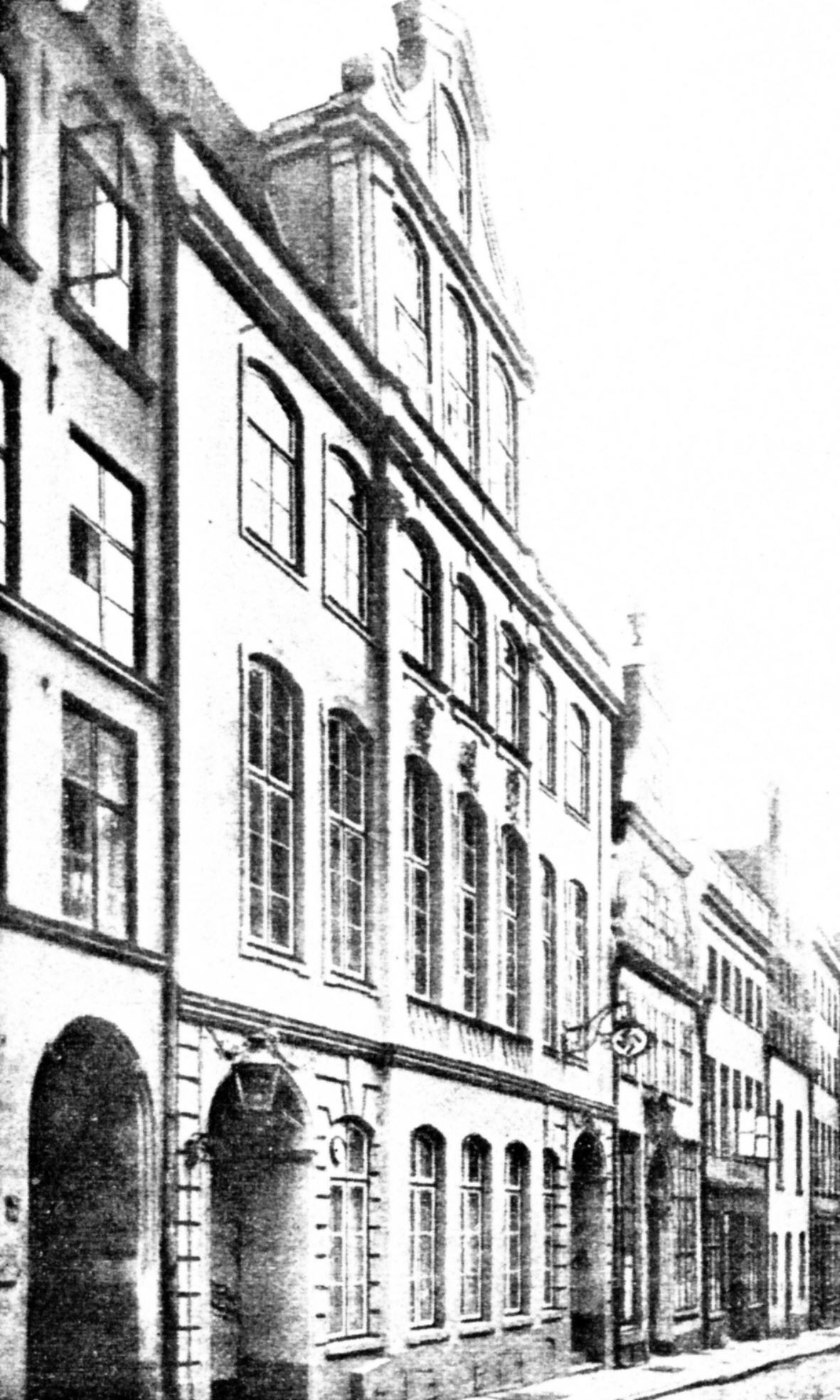
Das Haus Fischstraße 7–9

Das Haus Fischstraße 7–9 ist ein ehemaliges Bauwerk der Lübecker Altstadt.

## Geschichte
Im Jahre 1646 erwarb Hermann Segebade das Gebäude Fischstraße Nr. 7 (nach alter Zählung Nr. 97), und 1662 kaufte er das Nachbarhaus Nr. 9 (alte Nr. 98) hinzu. Seitdem befanden sich beide Grundstücke in einer Hand, behielten aber zunächst ihre separate Bebauung.
1747 veräußerte der seinerzeitige Besitzer, der Ratsherr Hermann Brüning, beide Häuser an den Kaufmann Hermann Wilhelm Behncke. Zu einem nicht mehr genau feststellbaren Zeitpunkt ließ Behncke anstelle der bestehenden zwei Einzelgebäude einen Neubau aufführen, der beide Grundstücke einnahm. Während bei der Eintragung des Besitzerwechsels im Oberstadtbuch 1747 noch klar von zwei Häusern die Rede ist, belegt anlässlich einer Kredittilgung ein späterer Vermerk vom 23. April 1782, dass es sich mittlerweile um ein einziges Gebäude handelte. Nicht ausdrücklich festgehalten wurde jedoch, wann in der Zwischenzeit der Neubau errichtet wurde.
Es steht fest, dass die beiden ursprünglichen Einzelhäuser 1772 noch existierten, denn in jenem Jahr bot Behncke sie aus unbekannten Gründen vorübergehend zum Verkauf an, wobei er für das größere Haus Nr. 9 15.000 Lübische Mark und für Nr. 7 7000 Mark veranschlagte. Er revidierte seine Verkaufsabsicht jedoch wieder und die Bauten blieben in seinem Besitz. Somit stammte der Neubau aus den Jahren zwischen 1772 und 1782.
Nach Behnckes Tod 1784 ging das neuerbaute Haus durch testamentarische Verfügung in den Besitz seines jüngeren Sohnes Hermann Wilhelm Behncke d. J. über, der es aber 1793 an seinen älteren Bruder verkaufte, den späteren Bürgermeister Stephan Hinrich Behncke. Dieser veräußerte das Haus 1819 an Johann David Reddelin. Reddelins Sohn verkaufte es 1865 an den Weinhändler Karl Gustav Bruhns, 1873 ging es in den Besitz von Johann Gottfried Kriete über. 1880 gelangte es durch Zwangsversteigerung an einen Hamburger, von dem es 1889 die Lübecker Innung Bauhütte erstand und zu ihrem Innungshaus machte.
1933 kaufte die Lübecker Spar- und Anleihekasse das Haus und überließ es zu Beginn des Jahres 1934 der Lübecker Sektion des Stahlhelms, somit also der SA, die ihm den Namen Franz-Seldte-Haus gab. Beim Luftangriff vom 29. März 1942 wurde das Gebäude zerstört; an seiner Stelle wurde 1964 ein Neubau errichtet, der seinerseits 2016 abgebrochen wurde, um Platz für die Neugestaltung des Gründungsviertels zu schaffen.

## Architektur
Die 15 Meter breite Fassade war, obwohl sie recht spät im 18. Jahrhundert entstand, eher konservativ gestaltet und noch sichtlich dem Barock verpflichtet; Stilelemente des näherliegenden Rokokos verwendete der unbekannte Baumeister nur sehr zurückhaltend, etwa bei den beiden Portalen.
Dass das Haus zwei getrennte Eingänge mit jeweils eigenem Treppenhaus besaß, war ein Verweis auf seinen Ursprung in zwei Einzelgebäuden. Auch weitere architektonische Elemente zeigten dies: Erdgeschoss und erster Stock waren dort, wo die Vorgängerhäuser aneinandergrenzten, fast durchgehend durch eine Trennmauer aufgeteilt, die bis zu Umbauten im späten 19. Jahrhundert vorhanden war. Die beiden rückwärtigen Flügel der alten Häuser waren beim Neubau unverändert geblieben, wodurch das Gebäude ungewöhnlicherweise zwei Hofflügel und auch zwei Höfe hatte. Erst 1911 wurde der Flügel von Nr. 9 abgebrochen, vom anderen blieb nur das Untergeschoss aus dem 16. oder 17. Jahrhundert erhalten. Die Keller der beiden älteren Häuser waren beim Neubau fast unverändert geblieben.
Vom originalen Inneren des Hauses waren 1934 nur noch der große Vordersaal und ein Nebenraum im ersten Stock erhalten, welche die gesamte straßenseitige Front einnahmen. Der Saal war 9,90 Meter lang und 5,40 Meter breit, mit fünf großen Fenstern versehen und kunstvoll im Louis-seize-Stil mit vereinzelten Rokoko-Anklängen dekoriert. Das zweifenstrige Nebenzimmer war, bis auf einige Rokokoverzierungen in den Ecken der Stuckdecke, schmucklos gehalten.